# باب هيرمان
باب هيرمان (بالإنجليزية: Babe Herman)‏ هو لاعب كرة قاعدة أمريكي، ولد في 26 يونيو 1903 في بوفالو في الولايات المتحدة، وتوفي في 27 نوفمبر 1987 في غلينديل في الولايات المتحدة.

## وصلات خارجية
- باب هيرمان على موقعبيزبول رفرنس.كوم (الدوري الرئيسي) (الإنجليزية)
- باب هيرمان على موقعبيزبول رفرنس.كوم (الدوري الثانوي) (الإنجليزية)